# Modiin
Modiin (hebreiska: מודיעין, מודיעין מכבים רעות) är en ort i Israel.   Den ligger i distriktet Centrala distriktet, i den nordöstra delen av landet. Modiin ligger 262 meter över havet och antalet invånare är 76 466.
Terrängen runt Modiin är platt åt nordväst, men åt sydost är den kuperad. Terrängen runt Modiin sluttar västerut.Runt Modiin är det tätbefolkat, med 411 invånare per kvadratkilometer. Närmaste större samhälle är Reẖovot, 18,7 km väster om Modiin. Trakten runt Modiin består till största delen av jordbruksmark.